# Pastura (Nuevo México)
Pastura es un lugar designado por el censo ubicado en el condado de Guadalupe en el estado estadounidense de Nuevo México. En el Censo de 2010 tenía una población de 23 habitantes y una densidad poblacional de 25,52 personas por km².

## Geografía
Pastura se encuentra ubicado en las coordenadas 34°47′6″N 104°56′32″O / 34.78500, -104.94222. Según la Oficina del Censo de los Estados Unidos, Pastura tiene una superficie total de 0.9 km², de la cual 0.9 km² corresponden a tierra firme y (0%) 0 km² es agua.

## Demografía
Según el censo de 2010, había 23 personas residiendo en Pastura. La densidad de población era de 25,52 hab./km². De los 23 habitantes, Pastura estaba compuesto por el 86.96% blancos, el 0% eran afroamericanos, el 0% eran amerindios, el 0% eran asiáticos, el 0% eran isleños del Pacífico, el 13.04% eran de otras razas y el 0% pertenecían a dos o más razas. Del total de la población el 82.61% eran hispanos o latinos de cualquier raza.